# Fonction d'onde

Illustration de la notion de fonction d'onde dans le cas d'un oscillateur harmonique. Le comportement en mécanique classique est représenté sur les images A et B et celui en mécanique quantique sur les figures C à H. Les parties réelles et imaginaires des fonctions d'onde sont représentées respectivement en bleu et en rouge. Les images C à F correspondent à des états stationnaires de l'énergie, tandis que les figures G et H correspondent à des états non stationnaires.

La fonction d'onde est un des concepts fondamentaux de la mécanique quantique. Elle correspond à la représentation de l'état quantique {\displaystyle |\Psi (t)\rangle } d'un système dans une base de dimension infinie, en général celle des positions {\displaystyle |\mathbf {r} \rangle }. Dans ce dernier cas, elle est notée {\displaystyle \Psi (\mathbf {r} ,t)}, qui, par définition, correspond à {\displaystyle \Psi ({\vec {r}},t)=\langle \mathbf {r} |\Psi (t)\rangle }, si l'état quantique {\displaystyle |\Psi (t)\rangle } est normé.
La fonction d'onde correspond à une amplitude de probabilité, en général à valeurs complexes. La probabilité de trouver une particule au voisinage de la position {\displaystyle \mathbf {r} } à l'instant t est alors proportionnelle au carré du module de la fonction d'onde {\displaystyle \left|\Psi (\mathbf {r} ,t)\right|^{2}}, densité de probabilité (volumique) de présence, et à la mesure du volume du voisinage considéré de {\displaystyle \mathbf {r} }. Cette interprétation probabiliste de la notion de fonction d'onde a été développée dans les années 1925-1927 par Max Born, Werner Heisenberg et d'autres, et constitue l'interprétation de Copenhague de la mécanique quantique, laquelle interprète ce caractère probabiliste dans l'interaction entre le système de mesure (macroscopique, donc classique) et le système quantique, conduisant à la réduction du paquet d'onde. Si elle est la plus couramment admise en pratique, cette interprétation soulève divers problèmes épistémologiques (cf. Problème de la mesure quantique).
Si le système est dans un état stationnaire, cette densité de probabilité ne dépend pas du temps et il est possible d'utiliser la fonction d'onde stationnaire {\displaystyle \psi (\mathbf {r} )}, qui dans ce cas ne diffère de {\displaystyle \Psi (\mathbf {r} ,t)} que par un facteur de phase, nombre complexe de module 1 sans intérêt physique particulier.
La fonction d'onde est calculée à l'aide de l'équation de Schrödinger. Par exemple, dans un puits de potentiel, la fonction d'onde d'une particule est une onde sinusoïdale stationnaire dont la longueur d'onde est un multiple de la largeur du puits.
Historiquement, la notion de fonction d'onde fut introduite de façon implicite par Louis de Broglie dans sa thèse en 1924. Son nom s'explique par le fait qu'elle revenait à donner à toute particule les propriétés d'interférence typiques d'une onde, généralisant la dualité onde-corpuscule introduite pour la lumière par Albert Einstein. C'est Erwin Schrödinger qui approfondit cette notion, en proposant en 1926 l'équation (portant désormais son nom) qui permet de déterminer la fonction d'onde.

## Rappel des notions de base de la mécanique quantique

### Vecteur d'état et équation de Schrödinger
En mécanique quantique, l'état d'un système considéré, tant qu'il s'agit d'un état pur, est donné par son vecteur d'état {\displaystyle |\Psi (t)\rangle }. Ce vecteur appartient à l'espace {\displaystyle {\mathcal {E}}} des états du système ; {\displaystyle {\mathcal {E}}} est un espace vectoriel sur le corps des nombres complexes, {\displaystyle {\mathcal {E}}} est de dimension infinie, et {\displaystyle {\mathcal {E}}} est un espace de Hilbert. Ici, le terme « vecteur » est une extension à la dimension infinie des vecteurs à trois coordonnées habituellement rencontrés en mécanique.
Toute grandeur physique (notée A), telle que l'énergie, la position du système, etc., est représentée par un opérateur hermitien (noté {\displaystyle {\hat {A}}}), appelé observable, agissant sur l'espace {\displaystyle {\mathcal {E}}} des états. Un cas particulier important d'observable est l'opérateur associé à l'énergie totale du système, l'hamiltonien {\displaystyle {\hat {H}}}, lequel peut dépendre du temps lorsqu'il y a apport ou retrait d'énergie.
Le vecteur d'état correspond alors à une solution de l'équation de Schrödinger :
{\displaystyle \mathrm {i} \hbar {\frac {d}{dt}}|\Psi (t)\rangle ={\hat {H}}|\Psi (t)\rangle }.
L'espace de Hilbert ainsi que opérateur {\displaystyle {\hat {H}}} étant linéaires, l'équation de Schrödinger l'est également. Par suite, si {\displaystyle |\Psi _{1}\rangle } et {\displaystyle |\Psi _{2}\rangle } sont deux vecteurs d'état solutions de l'équation de Schrödinger, alors toute combinaison linéaire de {\displaystyle |\Psi _{1}\rangle } et {\displaystyle |\Psi _{2}\rangle } est également une solution de cette équation. Cette propriété des solutions de l'équation de Schrödinger constitue le principe de superposition.

### Mesure d'une grandeur physique
L'action sur le vecteur d'état {\displaystyle |\Psi (t)\rangle } de l'observable {\displaystyle {\hat {A}}} correspond à la mesure de la valeur de la grandeur physique représentée par cet observable à l'instant t : cette mesure ne peut donner qu'une valeur propre de cet opérateur, c'est-à-dire que {\displaystyle {\hat {A}}|\Psi \rangle =a_{n}|\phi _{n}\rangle }, où {\displaystyle |\phi _{n}\rangle } est l'état propre de l'opérateur {\displaystyle {\hat {A}}} correspondant à l'équation aux valeurs propres (notées {\displaystyle a_{n}}) :
{\displaystyle {\hat {A}}|\phi _{n}\rangle =a_{n}|\phi _{n}\rangle }.
Le caractère hermitien de l'opérateur associé à l'observable implique que toutes ses valeurs propres soient réelles, et donc possèdent un sens physique.
Immédiatement après la mesure, le vecteur d'état {\displaystyle |\Psi (t)\rangle } devient égal au vecteur propre {\displaystyle |\phi _{n}\rangle }, si la valeur propre correspondante est non-dégénérée, c'est-à-dire correspond à un unique état propre {\displaystyle |\phi _{n}\rangle }. Ce processus particulier, spécifique à la mécanique quantique, au cours duquel la mesure d'une grandeur physique modifie l'état du système physique étudié, s'appelle réduction du paquet d'onde.
Les opérateurs associés aux diverses observables étant hermitiens, l'ensemble {\displaystyle \left\{|\phi _{n}\rangle \right\}} des états propres d'une observable quelconque {\displaystyle {\hat {A}}} constitue une base orthonormée de l'espace {\displaystyle {\mathcal {E}}} des états du système (ce résultat constitue le théorème spectral). Par suite, le vecteur d'état (qui sera également supposé normé) peut être décomposé sur cette base par produits hermitiens :
{\displaystyle |\Psi (t)\rangle =\sum _{n}c_{n}(t)|\phi _{n}\rangle },
où {\displaystyle c_{n}(t)=\langle \phi _{n}|\Psi (t)\rangle }, avec l'interprétation physique suivante : {\displaystyle \left|c_{n}(t)\right|^{2}=\left|\langle \phi _{n}|\Psi (t)\rangle \right|^{2}} est la probabilité (à l'instant t) d'obtenir comme résultat de la mesure de la grandeur physique A la valeur {\displaystyle a_{n}}.

### États stationnaires

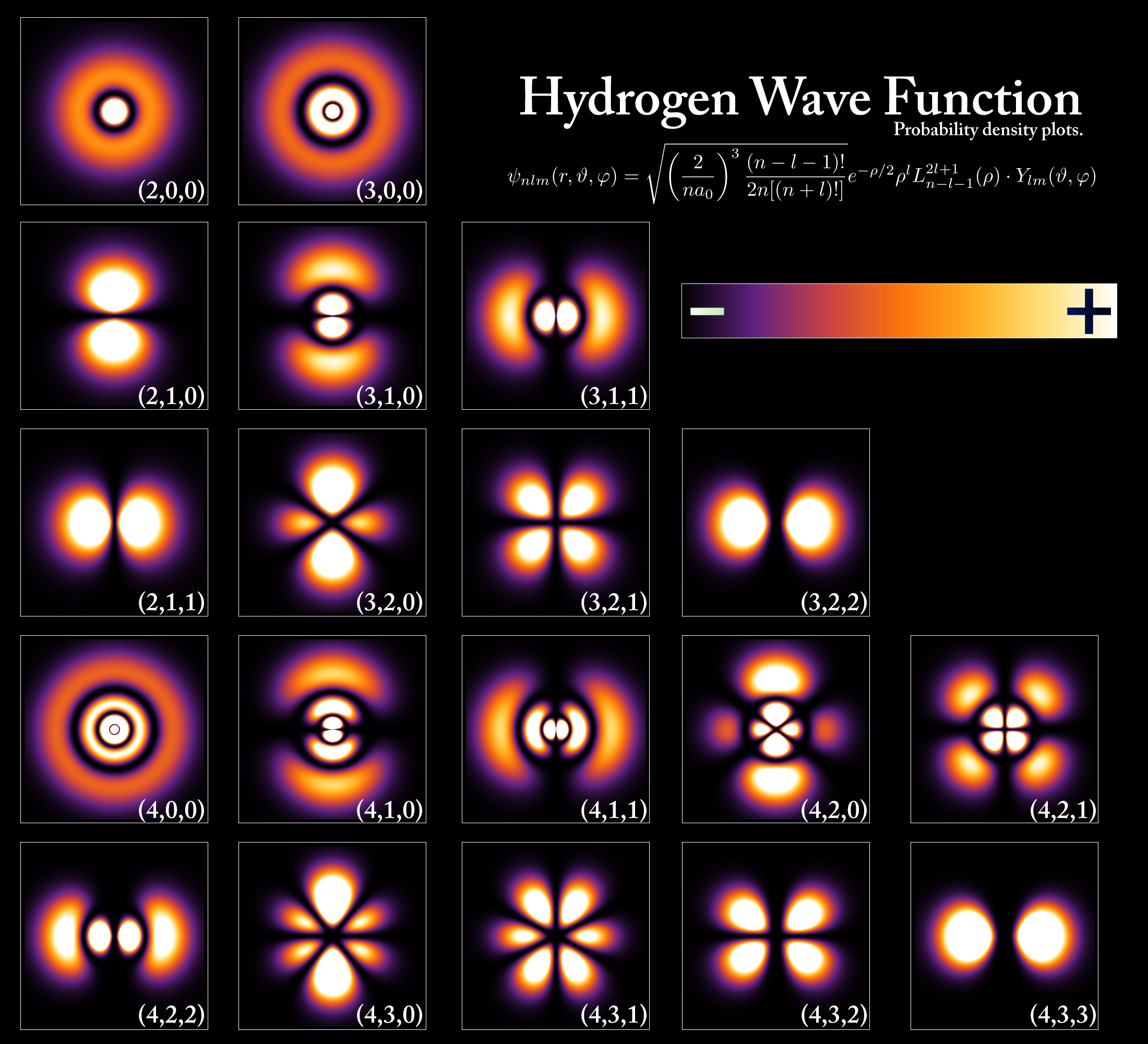
Fonction d'onde de l'hydrogène : Probabilité de présence de l'électron dans les premières orbitales de l'hydrogène (vues en coupe ; les échelles varient selon les orbitales représentées).

Un cas particulier important est celui des systèmes pour lesquels le hamiltonien ne dépend pas explicitement du temps. L'ensemble des états propres de cet opérateur est alors donné par l'équation :
{\displaystyle {\hat {H}}|\Phi _{n}\rangle =E_{n}|\Phi _{n}\rangle },
souvent appelée équation de Schrödinger stationnaire ou indépendante du temps. Les valeurs propres correspondantes ne dépendent pas non plus du temps. Ces états propres sont appelés états stationnaires du système.
En effet, si le système est dans un tel état, c.-à-d. {\displaystyle |\Psi (t)\rangle =|\Phi _{n}\rangle }, l'équation de Schrödinger s'écrit :
{\displaystyle \mathrm {i} \hbar {\frac {d}{dt}}|\Phi _{n}\rangle =E_{n}|\Phi _{n}\rangle },
qui a pour solution évidente :
{\displaystyle |\Phi _{n}(t)\rangle =\exp \left(-\mathrm {i} {\frac {E_{n}t}{\hbar }}\right)|\Phi _{n}(t=0)\rangle =\exp \left(-\mathrm {i} {\frac {E_{n}t}{\hbar }}\right)|\phi _{n}\rangle ,}
où {\displaystyle |\phi _{n}\rangle =|\Phi (t=0)\rangle } est indépendant de t.
La dépendance temporelle des états propres est alors celle d'un facteur de phase, nombre complexe de module 1 sans signification physique particulière. En particulier, si le système est initialement dans un état stationnaire d'énergie donnée {\displaystyle E_{n}}, il le demeure au cours de son évolution future.

## Notion de fonction d'onde

### Représentations de l'espace des états d'un système

Animation de l'onde d'hydrogène

La description de l'état physique d'un système en termes de vecteur d'état appartenant à un espace de Hilbert, et des diverses grandeurs physiques en termes d'opérateurs agissant sur les éléments de cet espace des états, a l'avantage de fournir une description élégante de l'état et de l'évolution d'un système quantique, applicable à une variété de situations, y compris dans le cas de particules possédant des degrés de liberté sans équivalent classique, tels que le spin. En revanche, les notions utilisées sont très abstraites et il est nécessaire en pratique de pouvoir exprimer les différents opérateurs, notamment le hamiltonien {\displaystyle {\hat {H}}}, et le vecteur d'état sous une forme accessible au calcul, de façon à pouvoir résoudre l'équation de Schrödinger.
Pour ce faire, il est nécessaire de choisir une base dans laquelle peuvent être exprimés les différents opérateurs et le vecteur d'état : une telle base s'appelle une représentation de l'espace des états,. On choisit une base formée par les vecteurs propres d'un opérateur associé à une observable donnée. En particulier, il est possible d'utiliser les représentations associées aux opérateurs possédant un spectre continu de valeurs propres, dont les états propres constituent une "base continue" de l'espace des états, comme ceux associés aux opérateurs position {\displaystyle {\hat {\mathbf {r} }}=\left({\hat {x}},{\hat {y}},{\hat {z}}\right)} et impulsion {\displaystyle {\hat {\mathbf {p} }}=\left({\hat {p_{x}}},{\hat {p_{y}}},{\hat {p_{z}}}\right)}, dont les "bases" sont notées {\displaystyle \left\{|\mathbf {r} \rangle \right\}} et {\displaystyle \left\{|\mathbf {p} \rangle \right\}}. Ces deux représentations correspondent respectivement à la représentation position et à la représentation impulsion.
- En représentation position, les vecteurs de base sont les états propres {\displaystyle |\mathbf {r} \rangle } de l'opérateur position {\displaystyle {\hat {\mathbf {r} }}} de la particule. Cet opérateur est un exemple d'opérateur "vectoriel", constitué en fait de trois opérateurs "scalaires", {\displaystyle \left({\hat {x}},{\hat {y}},{\hat {z}}\right)}, dont l'action sur un des états propres {\displaystyle |\mathbf {r} \rangle } se résume à une simple multiplication : {\displaystyle {\hat {x}}|\mathbf {r} \rangle =x|\mathbf {r} \rangle } (idem pour {\displaystyle {\hat {y}}} et {\displaystyle {\hat {z}}}).

Dans cette représentation, l'opérateur impulsion de la particule s'écrit, en l'absence de champ magnétique, {\displaystyle {\hat {\mathbf {p} }}=-\mathrm {i} \hbar {\vec {\nabla }}}.
Les états {\displaystyle |\mathbf {r} \rangle } ne sont pas de carré sommable et ne sont pas normalisables au sens usuel du terme. Ils n'appartiennent donc pas à l'espace {\displaystyle {\mathcal {E}}} des états du système, bien qu'ils soient qualifiés de vecteurs de "base" pour cet espace. On peut cependant les normaliser "au sens des distributions", en imposant la condition {\displaystyle \langle \mathbf {r} '|\mathbf {r} \rangle =\delta \left(\mathbf {r} '-\mathbf {r} \right)}.
- En représentation impulsion, on utilise la base {\displaystyle \left\{|\mathbf {p} \rangle \right\}}, continue, des états propres de l'opérateur impulsion {\displaystyle {\hat {\mathbf {p} }}}, lequel est aussi un opérateur vectoriel ; il est constitué des trois opérateurs scalaires {\displaystyle \left({\hat {p_{x}}},{\hat {p_{y}}},{\hat {p_{z}}}\right)}, correspondant aux trois composantes de l'impulsion de la particule. Comme précédemment, l'action d'un de ces opérateurs sur un état propre {\displaystyle |\mathbf {p} \rangle } se résume à la multiplication par la valeur de l'impulsion correspondante ; par exemple, {\displaystyle {\hat {p_{x}}}|\mathbf {p} \rangle =p_{x}|\mathbf {p} \rangle }.

Dans cette représentation, l'opérateur position s'écrit {\displaystyle {\hat {\mathbf {r} }}=\mathrm {i} \hbar {\vec {\nabla }}_{p}}, où {\displaystyle {\vec {\nabla }}_{p}} désigne l'opérateur gradient agissant sur les variables {\displaystyle (p_{x},p_{y},p_{z})}.
Comme pour la représentation position, les états {\displaystyle |\mathbf {p} \rangle } ne sont pas de carré sommable et ne sont pas normalisables au sens usuel du terme, mais le sont cependant "au sens des distributions", en imposant la condition {\displaystyle \langle \mathbf {p} '|\mathbf {p} \rangle =\delta \left(\mathbf {p} '-\mathbf {p} \right)}.

### Fonction d'onde en représentation position (particule sans spin)

#### Mise en évidence
En représentation position et pour une particule sans spin, le vecteur d'état {\displaystyle |\Psi (t)\rangle } peut alors être décomposé sur la base des {\displaystyle \left\{|\mathbf {r} \rangle \right\}}, ce qui donne:
{\displaystyle |\Psi (t)\rangle =\int \langle \mathbf {r} |\Psi \rangle |\mathbf {r} \rangle \,d^{3}\mathbf {r} },
et {\displaystyle \Psi (\mathbf {r} ,t)=\langle \mathbf {r} |\Psi \rangle } correspond alors par définition à la fonction d'onde en représentation position du système. Celle-ci joue alors le même rôle que les coefficients {\displaystyle c_{n}(t)} introduits lors de la décomposition du vecteur d'état sur une base discrète des états propres d'une observable quelconque {\displaystyle {\hat {A}}}. Or dans ce dernier cas {\displaystyle \left|c_{n}(t)\right|^{2}} correspond à la probabilité que la mesure de l'observable {\displaystyle {\hat {A}}} donne pour résultat la valeur propre {\displaystyle a_{n}}. De la même façon {\displaystyle \left|\Psi (\mathbf {r} ,t)\right|^{2}=\left|\langle \mathbf {r} |\Psi \rangle \right|^{2}} représentera la densité de probabilité que la mesure à l'instant t de la position donne pour résultat {\displaystyle \mathbf {r} }, à condition que le vecteur d'état soit normé à l'unité.
En effet puisque dans ce cas {\displaystyle \langle \Psi |\Psi \rangle =1}, il vient en introduisant la relation de fermeture {\displaystyle \int |\mathbf {r} \rangle \langle \mathbf {r} |\,d^{3}\mathbf {r} ={\hat {1}}} sur les états propres {\displaystyle \left\{|\mathbf {r} \rangle \right\}}:
{\displaystyle {\begin{aligned}1&=\langle \Psi |\int \left(|\mathbf {r} \rangle \langle \mathbf {r} |\,d^{3}\mathbf {r} \right)|\Psi \rangle \\&=\int \langle \Psi |\mathbf {r} \rangle \langle \mathbf {r} |\Psi \rangle \,d^{3}\mathbf {r} =\int \Psi ^{*}(\mathbf {r} ,t)\Psi (\mathbf {r} ,t)\,d^{3}\mathbf {r} \\&=\int \left|\langle \mathbf {r} |\Psi \rangle \right|^{2}\,d^{3}\mathbf {r} \end{aligned}}},
soit finalement {\displaystyle \int \left|\Psi (\mathbf {r} ,t)\right|^{2}\,d^{3}\mathbf {r} =1},
cette dernière relation (condition de normalisation) est nécessaire pour que {\displaystyle \left|\Psi (\mathbf {r} ,t)\right|^{2}} puisse être interprétée de façon probabiliste, la probabilité de trouver la particule dans tout l'espace étant égale à 1.
La fonction d'onde elle-même est en général à valeur complexe, et représente "l'amplitude de probabilité" de trouver la particule à une position donnée à l'instant t.
Étant donné la fonction d'onde {\displaystyle \Psi (\mathbf {r} ,t)} de la particule, la valeur moyenne d'une observable quelconque de la particule dans un état {\displaystyle |\Psi \rangle } sera donnée par {\displaystyle \langle {\hat {A}}\rangle =\langle \Psi |{\hat {A}}|\Psi \rangle =\int \Psi ^{*}(\mathbf {r} ,t)\left({\hat {A}}\Psi (\mathbf {r} ,t)\right)\,d^{3}\mathbf {r} }

#### Cas d'un état stationnaire
Lorsque le système est dans un état stationnaire, son vecteur d'état est de la forme {\displaystyle |\Phi _{n}\rangle =\exp \left(-\mathrm {i} {\frac {E_{n}t}{\hbar }}\right)|\phi _{n}\rangle }, sa fonction d'onde correspondante s'écrit alors {\displaystyle \Psi _{n}(\mathbf {r} ,t)=\langle \mathbf {r} |\Phi _{n}\rangle =\exp \left(-\mathrm {i} {\frac {E_{n}t}{\hbar }}\right)\langle \mathbf {r} |\phi _{n}\rangle =\exp \left(-\mathrm {i} {\frac {E_{n}t}{\hbar }}\right)\psi _{n}(\mathbf {r} )}, où {\displaystyle \psi _{n}(\mathbf {r} )=\langle \mathbf {r} |\phi _{n}\rangle } est une fonction d'onde purement spatiale, solution de l'équation de Schrödinger stationnaire en représentation position:
{\displaystyle {\hat {H}}\psi _{n}(\mathbf {r} )=E_{n}\psi _{n}(\mathbf {r} )}.
Dans un état stationnaire il y a donc séparation entre les parties "spatiale" et "temporelle" de la fonction d'onde, cette dernière partie étant un facteur de phase purement imaginaire. Ce facteur de phase est sans intérêt physique dès lors que le système se trouve dans un tel état, puisqu'il s'élimine lors de l'évaluation des valeurs moyennes des différentes observables.
Toutefois, il est important de souligner que dans le cas général, et du fait de la linéarité de l'équation de Schrödinger, toute superposition d'états stationnaires {\displaystyle \exp \left(-\mathrm {i} {\frac {E_{n}t}{\hbar }}\right)\psi _{n}(\mathbf {r} )} sera également solution de cette équation, et que par suite à un instant donné le système se trouvera dans une superposition de tels états, chacun d'eux ayant un certain "poids", la fonction d'onde correspondante étant alors de la forme:
{\displaystyle \Psi (\mathbf {r} ,t)=\sum _{n}{a_{n}\exp \left(-\mathrm {i} {\frac {E_{n}t}{\hbar }}\right)\psi _{n}(\mathbf {r} )}}.
Dans un tel cas il est évident qu'il n'existe pas de facteur de phase global et il faudra tenir compte de la partie temporelle dans l'évaluation des valeurs moyennes d'une observable {\displaystyle {\hat {A}}} donnée, puisqu'alors:
{\displaystyle \langle {\hat {A}}\rangle =\langle \Psi |{\hat {A}}|\Psi \rangle =\sum _{n'}\sum _{n}a_{n'}^{*}a_{n}\exp \left(\mathrm {i} \omega _{n'n}t\right)A_{n'n}},
où {\displaystyle A_{n'n}=\langle n'|{\hat {A}}|n\rangle =\int \psi _{n}^{*}(\mathbf {r} )\left({\hat {A}}\psi _{n}(\mathbf {r} )\right)\,d^{3}\mathbf {r} } est l'élément de matrice de l'opérateur {\displaystyle {\hat {A}}} entre les deux états stationnaires {\displaystyle \psi _{n'}} et {\displaystyle \psi _{n}}, et {\displaystyle \omega _{n'n}={\frac {E_{n'}-E_{n}}{\hbar }}} sont les fréquences de Bohr du système considéré.
La valeur moyenne de l'observable est donc une somme de termes oscillants aux différentes fréquences de Bohr du système, sauf si le système est dans un état stationnaire, ou si tous les éléments de matrice non diagonaux de l'observable sont nuls.

### Fonction d'onde en représentation impulsion (particule sans spin)

#### Mise en évidence
De la même façon qu'en représentation position, la base {\displaystyle \left\{|\mathbf {p} \rangle \right\}} constituant une base complète, il est possible de décomposer le vecteur d'état {\displaystyle |\Psi (t)\rangle } de la particule sur celle-ci, ce qui donne:
{\displaystyle |\Psi (t)\rangle =\int \langle \mathbf {p} |\Psi \rangle |\mathbf {p} \rangle \,d^{3}\mathbf {p} },
et {\displaystyle \Phi (\mathbf {p} ,t)=\langle \mathbf {p} |\Psi \rangle } correspond alors par définition à la fonction d'onde en représentation impulsion du système. De la même façon que dans le cas de la représentation position, {\displaystyle \left|\Phi (\mathbf {p} ,t)\right|^{2}} correspond à la densité de probabilité qu'une mesure de l'impulsion de la particule à l'instant t donne la valeur {\displaystyle \mathbf {p} }, à condition d'être normée à l'unité, c'est-à-dire de satisfaire la condition:
{\displaystyle \int \left|\Phi (\mathbf {p} ,t)\right|^{2}\,d^{3}\mathbf {p} =1},
l'intégration étant entendue comme portant sur la totalité de "l'espace des impulsions".
Dans le cas d'un état stationnaire, il est possible de montrer de la même façon que précédemment que la fonction d'onde se met sous la forme {\displaystyle \Phi (\mathbf {p} ,t)=\exp \left(-\mathrm {i} {\frac {E_{n}t}{\hbar }}\right)\phi _{n}(\mathbf {p} )}, où {\displaystyle \phi _{n}(\mathbf {p} )=\langle \mathbf {p} |\phi _{n}\rangle } est une fonction d'onde "purement dans l'espace des impulsions", solution de l'équation de Schrödinger stationnaire en représentation impulsion:
{\displaystyle {\hat {H}}\phi _{n}(\mathbf {p} )=E_{n}\phi _{n}(\mathbf {p} )}.

#### Relation entre les fonctions d'onde dans les deux représentations
En utilisant la relation de fermeture sur la base {\displaystyle \left\{|\mathbf {r} \rangle \right\}}, il vient:
{\displaystyle {\begin{aligned}\Phi (\mathbf {p} ,t)&=\langle \mathbf {p} |\Psi \rangle =\langle \mathbf {p} |\left(\int |\mathbf {r} \rangle \langle \mathbf {r} |\,d^{3}\mathbf {r} \right)|\Psi \rangle \\&=\int \langle \mathbf {p} |\mathbf {r} \rangle \Psi (\mathbf {r} ,t)\,d^{3}\mathbf {r} \end{aligned}}},
or {\displaystyle \langle \mathbf {p} |\mathbf {r} \rangle =\psi _{\mathbf {p} }^{*}(\mathbf {r} )} où {\displaystyle \psi _{\mathbf {p} }(\mathbf {r} )} est la fonction d'onde normalisée, en représentation position, associée aux états propres de l'opérateur impulsion, laquelle est donnée par (cf. article quantité de mouvement) {\displaystyle \psi _{\mathbf {p} }(\mathbf {r} )={\frac {1}{\left(2\pi \hbar \right)^{3/2}}}\exp \left(i{\frac {\mathbf {p} \cdot \mathbf {r} }{\hbar }}\right)},
par suite il vient :
{\displaystyle \Phi (\mathbf {p} ,t)={\frac {1}{\left(2\pi \hbar \right)^{3/2}}}\int \exp \left(-i{\frac {\mathbf {p} \cdot \mathbf {r} }{\hbar }}\right)\Psi (\mathbf {r} ,t)\,d^{3}\mathbf {r} },
autrement dit la fonction d'onde en représentation impulsion {\displaystyle \Phi (\mathbf {p} ,t)} est la transformée de Fourier de la fonction d'onde en représentation position {\displaystyle \Psi (\mathbf {r} ,t)}.
Il est immédiat que la réciproque est vraie, donc {\displaystyle \Psi (\mathbf {r} ,t)={\frac {1}{\left(2\pi \hbar \right)^{3/2}}}\int \exp \left(i{\frac {\mathbf {p} \cdot \mathbf {r} }{\hbar }}\right)\Phi (\mathbf {p} ,t)\,d^{3}\mathbf {p} }, transformée de Fourier inverse de {\displaystyle \Phi (\mathbf {p} ,t)}.